# Thomas Rohkrämer
Thomas Rohkrämer (* 9. Juni 1957 in Moers) ist ein deutscher Historiker.
Nach einem Studium der Geschichte erfolgte seine Promotion 1989 an der Universität Freiburg. Von 1991 bis 1996 war er Lecturer an der Universität Auckland, Neuseeland. Seine Habilitation schloss er 1998 an der Universität Bern ab. Er ist Reader in Modern European History an der Universität Lancaster, Großbritannien.

## Schriften
- Der Militarismus der „kleinen Leute“. Die Kriegervereine im Deutschen Kaiserreich 1871–1914 (= Beiträge zur Militärgeschichte. 29). Oldenbourg, München 1990, ISBN 3-486-55859-5 (zugleich: phil. Dissertation, Universität Freiburg (Breisgau), 1989).
- Eine andere Moderne? Zivilisationskritik, Natur und Technik in Deutschland 1880–1933. Schöningh, Paderborn u. a. 1999, ISBN 3-506-77268-6 (zugleich: Habilitations-Schrift, Universität Bern, 1998).
- A single communal faith? The German right from conservatism to national socialism (= Monographs in German History. 20). Berghahn Books, New York NY u. a. 2007, ISBN 978-1-84545-368-8.
- Die fatale Attraktion des Nationalsozialismus. Zur Popularität eines Unrechtsregimes. Schöningh, Paderborn u. a. 2013, ISBN 978-3-506-77676-1.
- Martin Heidegger. Eine politische Biographie. Schöningh, Paderborn u. a. 2020, ISBN 978-3-506-70426-9.